# Maurice de Pagnac
Maurice de Pagnac (gestorven: Cyprus, 1321) was een officieel niet erkende grootmeester van de Orde van Sint-Jan van Jeruzalem. Maurice de Pagnac werd in 1317 verkozen om de afgezette Foulques de Villaret op te volgen.

## Biografie
Er heerste al geruime tijd onvrede onder verschillende ridders over het bestuur van grootmeester Foulques de Villaret. Daarop werd hij afgezet en vervangen door de ridder Maurice de Pagnac. Echter, paus Johannes XXII ging niet akkoord met de benoeming van Pagnac. Villaret werd begin 1319 herbenoemd maar maakte in juni van dat jaar al plaats voor Hélion de Villeneuve. Pagnac overleed twee jaar later.